# España en el Festival de la Canción de Eurovisión 2015
Edurne representó a España en el Festival de la Canción de Eurovisión 2015, con la canción Amanecer, escrita y producida por Tony Sánchez-Ohlsson, Peter Boström y Thomas G:son. 
Para esta edición, TVE decidió utilizar el método de "elección interna" entre las diferentes propuestas que llegaron a la mesa de la delegación española.

## "Elección Interna"
En rueda de prensa, el 14 de enero de 2015 en Madrid, TVE presentó oficialmente a Edurne como la representante española para la edición número 60 del Festival de Eurovisión. Asimismo, dio algunos detalles sobre la propuesta de la cantante madrileña. La canción se llama Amanecer y está escrita completamente en español, sus autores son Tony Sánchez-Ohlsson, Peter Boström and Thomas G:son.

## En Eurovisión
Todos los países, a excepción del "Big Five" (Francia, Alemania, Italia, Reino Unido y España), así como el país anfitrión, y Australia, deben pasar por las semifinales para poder clasificarse para la Final. Como miembro del "Big 5", España se clasifica automáticamente para competir en la final del 23 de mayo de 2015.

## Antes de Eurovision

### Selección interna
En diciembre de 2014, los medios españoles informaron que RTVE había seleccionado a la cantante Edurne para representar a España en Viena. Edurne participó anteriormente en la cuarta temporada del concurso musical Operación Triunfo, donde quedó en sexto lugar. Edurne también participó en la tercera temporada del concurso musical Tu cara me suena, donde resultó ganadora. Otros artistas que se rumoreaban en la prensa española incluían a Diana Navarro, Marta Sánchez y Pablo Alborán.
El 14 de enero de 2015, la cadena ofreció una rueda de prensa en las instalaciones de RTVE Torrespaña en Madrid, presentada por Ignacio Gómez-Acebo, donde se confirmó la participación de Edurne.  Durante la rueda de prensa, también se reveló que Edurne cantaría la canción «Amanecer», escrita por Tony Sánchez-Ohlsson, Peter Boström y Thomas G:son. Sánchez-Ohlsson y G:son ya habían coescrito las canciones españolas en 2007 y 2012. El vídeo oficial de «Amanecer», dirigido por David Arnal y Germán de la Hoz, se grabó en enero de 2015 en Valencia.  La canción se estrenó el 1 de marzo de 2015 en la página web de RTVE, mientras que el vídeo se publicó el 9 de marzo de 2015. El vídeo musical sirvió como adelanto oficial de la canción española.

### Preparación
La promoción de Edurne de «Amanecer» antes del concurso se centró en España, incluyendo una interpretación de la canción en el programa de entrevistas Alaska y Segura de La 1 el 6 de abril. El 15 de abril, se anunció que «Amanecer» sería la canción oficial de la Vuelta a España 2015.  El 22 de abril, se lanzó una versión sinfónica promocional de «Amanecer», grabada con la Orquesta Sinfónica y el Coro de RTVE en el Teatro Monumental de Madrid.